# Byggmästarbostad
Byggmästarbostad var den bostad som byggmästaren sparade till sig själv vid byggandet av flerfamiljsbostäder uppförda under perioden 1850-1920. Oftast var den belägen en trappa upp (i avsaknad av hiss) och mer utsmyckad än övriga bostäder i huset.